# 남가좌동
남가좌동(南加佐洞)은 서울특별시 서대문구에 있는 동이다. 법정동이다. 행정동은 남가좌1동과 남가좌2동으로 이루어져 있다.

## 유래
남가좌동에서 '가좌'라는 이름은, 본래 이 지역이 산으로 둘러싸여있고, 가재가 많아 '가재울', 한자음으로 '가좌리'(加佐里)라고 부르던 것에서 유래되었다. 후에 북가좌동과 남가좌동으로 나뉘면서, 가재울의 남쪽에 있다는 뜻에서 남가좌동이라는 이름이 붙여지게 되었다. 교육시설은 서울연가초등학교, 명지초등학교, 명지중학교, 명지고등학교, 서울홍연초등학교 서울가재울초등학교, 연희중학교, 명지대학교, 명지전문대학교 등이 있다.

## 역사
- 조선시대, 한성부 북부 연희방 가좌동1계(加佐洞一契)에 속하게 됨
- 1914년 3월 1일, 경기도 고양군 연희면 남가좌리에 속하게 됨
- 1949년 8월 13일 서대문구(은평출장소에서 관할)로 편입되었고[1]
- 1950년 3월 15일, 남가좌동으로 명칭 변경
- 1955년 4월 18일 행정동에 해당하는 증가동회 설치
- 1970년 5월 18일, 행정동 남가좌1동과 남가좌2동설치
- 1975년 10월 1일, 일부지역이 마포구에 편입
- 1977년 9월 1일, 일부지역이 연희동에 편입

## 교통
남가좌동에는 가좌역이 있다.

## 주요 시설
- 연세대학교
- 이화여자대학교
- 명지대학교
- 명지전문대학교

## 명소
- 모래내시장 먹자골목

## 아파트
| 단지명               | 건설사                               | 시행사 | 주소                 | 입주        | 비고 |
| -------------------- | ------------------------------------ | ------ | -------------------- | ----------- | ---- |
| 남가좌 현대          | 현대건설                             |        | 서대문구 가재울로 45 | 1999년 5월  |      |
| DMC 센트럴 아이파크  | 현대산업개발                         |        | 서대문구 증가로 150  | 2018년 12월 |      |
| DMC 파크뷰자이 1단지 | 현대산업개발 지에스건설 에스케이건설 |        |                      |             |      |
| DMC 파크뷰자이 2단지 | 현대산업개발 지에스건설 에스케이건설 |        |                      |             |      |
| DMC 파크뷰자이 3단지 | 현대산업개발 지에스건설 에스케이건설 |        |                      |             |      |